# Sūrkūl
Sūrkūl (persiska: سوركول) är en ort i Iran.   Den ligger i provinsen Kurdistan, i den nordvästra delen av landet, 400 km väster om huvudstaden Teheran. Sūrkūl ligger 1 589 meter över havet och antalet invånare är 324.
Terrängen runt Sūrkūl är kuperad åt nordost, men åt sydväst är den bergig.Runt Sūrkūl är det ganska tätbefolkat, med 60 invånare per kvadratkilometer. Närmaste större samhälle är Sarvābād, 14,4 km sydväst om Sūrkūl. Trakten runt Sūrkūl består i huvudsak av gräsmarker.